# Hlupín

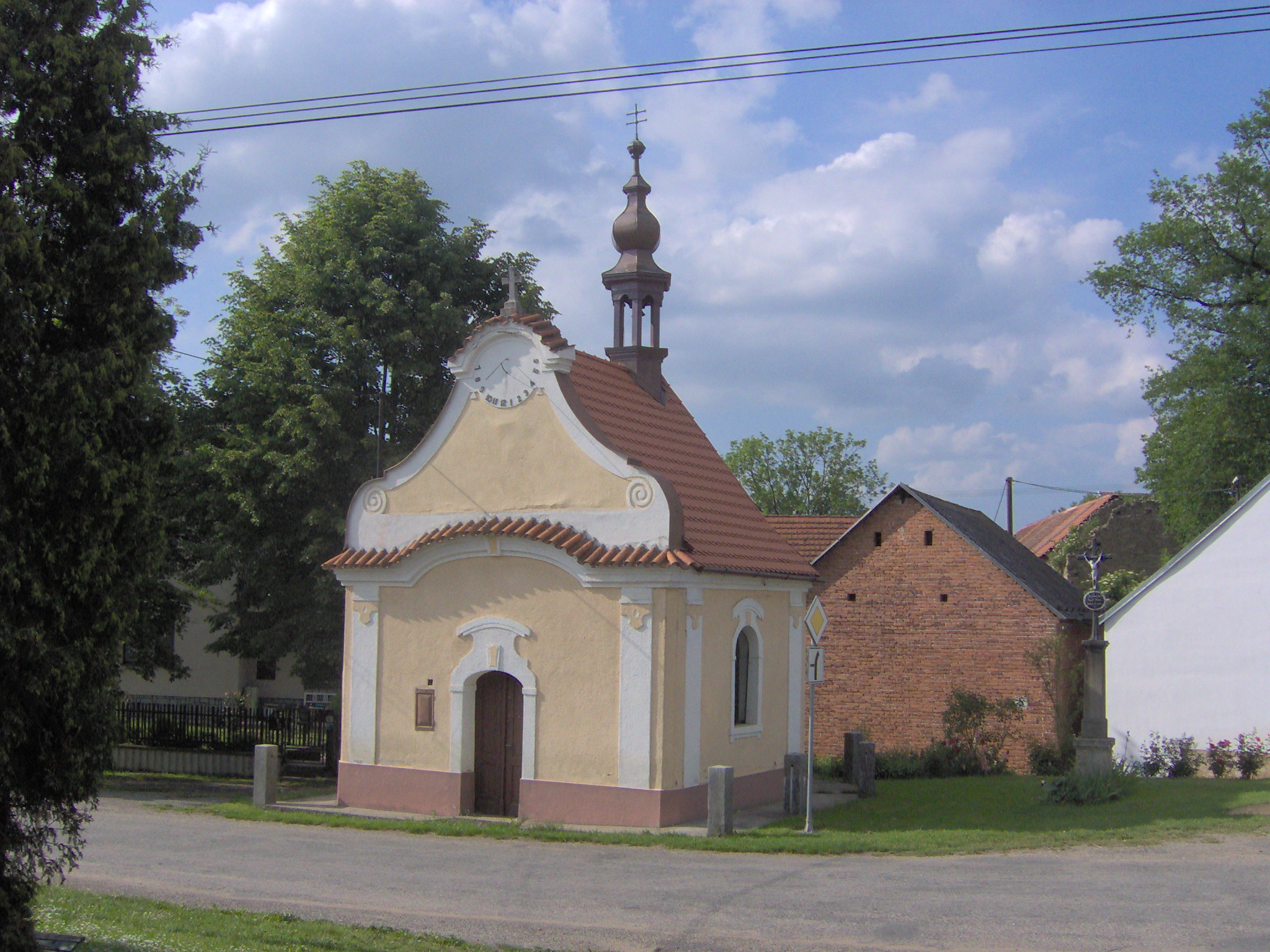
Kapelle in Hlupín

Hlupín (deutsch Hlupin) ist eine Gemeinde in Tschechien. Sie liegt acht Kilometer östlich von Horažďovice in Südböhmen und gehört zum Okres Strakonice.

## Geographie

### Geographische Lage
Hlupín liegt im Hügelland Blatenská pahorkatina am Bach Hlupínský potok. Gegen Nordwesten erstreckt sich eine Kaskade von Teichen, von denen die Věžiště, der Bilý kámen, der Hluboký rybník, der Bejchlín und der Bejchlínek die größten sind. Östlich erheben sich der Hřeben (597 m) und der Zámek (577 m), südöstlich die Jíva (518 m), im Süden der Krížný vrch (478 m) und Droušný vrch (493 m), südwestlich die Kaliště (454 m) und im Westen der Na vrchu (470 m). Durch das Dorf führt die Staatsstraße II/139 zwischen Horažďovice und Radomyšl.

### Gemeindegliederung
Für die Gemeinde Hlupín sind keine Ortsteile ausgewiesen.

### Nachbargemeinden
Nachbarorte sind Mečichov im Norden, Katovsko, Nahošín, Doubravice und Chalupy im Nordosten, V Horách, Třebohostice und Zadní Zborovice im Westen, Klínovice, Únice und Mnichov im Südosten, Sedlo im Süden, Střelskohoštická Lhota, Svaté Pole, Jarov und Horažďovice im Südwesten, Horažďovice-Předměstí und U Lesů im Westen sowie Babín, Libučka und Komušín im Nordwesten.

## Geschichte
Archäologische Funde belegen eine frühzeitliche Besiedlung des Gemeindegebietes. Auf dem Hügel Zámek befand sich während der späten Hallstattzeit und der Latènezeit zwischen dem 5. Jahrhundert v. Chr. und dem 1. Jahrhundert eine keltische Burgstätte. Diese entstand wahrscheinlich zum Schutz des Prachiner Steiges und wird dem Herrschaftsbereich des Fürsten vom Věnec zugerechnet.
Die erste schriftliche Erwähnung von Hlupíno erfolgte 1382 als Besitz des Martin von Mladíkovice und Hlupín. Im Jahre 1543 erwarben die Ritter von Kraselov und Hoštice das Gut und schlossen es an ihre Herrschaft Hoschtitz an. Im Jahre 1562 erwarben die Pešík von Komárov die Herrschaft. Die Güter des Peter Peschik von Komarow wurden nach der Schlacht am Weißen Berg konfisziert. Die Herrschaft Hoschtitz mit dem Schloss Strahl wurde an Heinrich Kolowrat-Liebsteinsky verkauft. Dessen Erbe fiel seinem Neffen, dem Jesuiten Wenzel Leo Kolowrat zu. Dieser verkaufte die Güter Hoschtitz und Strahl 1624 für 94.000 Gulden dem Jesuitenkolleg in Klattau, das diese mit dem Gut Cuklin (Zuklín) vereinigte. In der berní rula von 1654 sind für Hlupín zwölf Bauern, fünf Gärtner und ein Chalupner aufgeführt. Im Jahre 1731 wurde das Dorf als Lupín bezeichnet. Nach dem Jesuitenverbot fiel die Herrschaft 1773 der Hofkammer zu. Diese verkaufte das Gut Strahl und übertrug Hoschtitz und Cuklin 1784 dem Religionsfonds. Bei der Versteigerung der Güter Hoschtitz und Cuklin erhielt 1804 der Verwalter der Gräflich Kolowratschen Güter in Rychnov, Erasmus Obst, den Zuschlag. Dieser ließ 1810 sieben Teiche in Hlupín trockenlegen und verkaufte die Teichstätten Bauern als Ackerland. 1814 erbte sein Sohn Gustav Ernest Obst die Herrschaft. 1825 wurde eine Dorfschmiede errichtet. Zwei Jahre später entstand auf der Gemeindewiese unterhalb des Dorfes eine Hanfdarre. 1830 wurde ein Armenhaus errichtet. Im Jahre 1840 bestand Hlupin bzw. Chlupin aus 33 Häusern mit 200 Einwohnern. Pfarrort war Zaboř, die Matriken werden seit 1619 geführt. Bis zur Mitte des 19. Jahrhunderts blieb Hlupin der Herrschaft Strahl-Hoschitz samt dem Gut Cuklin untertänig.
Nach der Aufhebung der Patrimonialherrschaften bildete Hlupín ab 1850 einen Ortsteil der Gemeinde Mečichov in der Bezirkshauptmannschaft Strakonice und dem Gerichtsbezirk Horažďovice. 1878 löste sich Hlupín von Mečichov los und bildete eine eigene Gemeinde. Im Jahre 1895 lebten in den 47 Häusern des Dorfes 303 Personen. Bei Hlupín wurde im Jahre 1900 zwei Ziegeleien betrieben, sie wurden nach dem Zweiten Weltkrieg stillgelegt. Beim Bau der Straße nach Zadní Zborovice wurden 1923 Gebeine von 28 im Ersten Schlesischen Krieg gefallenen Franzosen gefunden. 1925 riss ein Hochwasser die Straßenbrücke über den Březový potok fort. Am 23. Juli 1926 verlor ein Doppeldecker während eines Übungsfluges über der Flur V dehetnicích drei Bomben, dabei starb eine 17-jährige und ihr Vater wurde schwer verletzt. Nachdem in den Jahren 1933 und 1934 zwei Brände ausgebrochen waren, erfolgte am 10. Mai 1934 die Gründung einer Freiwilligen Feuerwehr. Entlang der Straße nach Zadní Zborovice wurde 1935 eine Allee aus Kirschbäumen angepflanzt. 1949 wurde die Gemeinde dem neu gebildeten Okres Horažďovice zugeordnet, nach dessen Aufhebung im Jahre 1959 wurde sie Teil des Okres Klatovy und kam 1961 zum Okres Strakonice zurück. Im Jahre 1951 bestand Hlupín aus 52 Häusern mit 202 Einwohnern. Im selben Jahre erfolgte die Elektrifizierung des Ortes. 1955 wurde eine landwirtschaftliche Genossenschaft gegründet. Am 1. Jänner 1976 erfolgte die Eingemeindung nach Mečichov. Nach einem Referendum löste sich Hlupín am 24. November 1990 wieder von Mečichov los und bildete eine eigene Gemeinde.

## Kultur und Sehenswürdigkeiten

### Bauwerke
- Nischenkapelle der hl. Anna Selbdritt am Ortsrand, errichtet 1832
- Kapelle des hl. Johannes von Nepomuk am Dorfplatz, erbaut 1819. Sie wurde 1932 instand gesetzt. Am Tag vor Heiligabend 1990 wurden aus der Kapelle u. a. die sechs Bronzekandelaber aus dem Jahre 1871 gestohlen. Die Diebe wurden gefasst und das Diebesgut kam in die Kapelle zurück.
- Herzförmiger Gedenkstein für einen während des Ersten Schlesischen Krieges gefallenen französischen Offizier, neben der Kapelle
- Gedenkstein für 28 französische Soldaten, neben der Kapelle
- Steinerne Säule Ecce homo, westlich von Hlupín an der Bezirksgrenze, zum Gedenken an drei französische Soldaten, die während des Ersten Schlesischen Krieges 1742 mit ihren Pferden im Březový potok ertranken
- Reste der keltischen Burgstätte auf dem Hügel Zámek, erhalten ist ein sechs Meter hoher elliptischer Wall mit einem Umfang von 422 Metern.

### Grünflächen und Naherholung
- Landschaftsschutzgebiet CHKO Bílý Kámen (Věžiště), das 15,84 ha große Feuchtgebiet um den Teich Věžiště wurde wegen des Vorkommens des Dunklen Wiesenkopfameisenbläulings ins nationale Natura-2000-Verzeichnis aufgenommen.